# Marakele-Nationalpark
Das Schutzgebiet des Marakele-Nationalparks (englisch Marakele National Park) liegt inmitten des Waterberg-Gebirges in Südafrika. Sein Name stammt aus der Tswana Sprache. Er liegt zwischen dem trockenen Westen und dem feuchteren Osten Südafrikas.

## Geographie und Biodiversität
Der Kontrast zwischen Bergen, den von Grasland überzogenen Hügeln und tiefen Tälern charakterisiert den Park. Seltene Baumarten wie Yellowwood (Podocarbus) und Zedern sowie mehr als fünf Meter hohe Zykadeen (Palmfarne) und Baumfarne sind nur einige der bemerkenswerten Pflanzen hier. Alle Großsäuger des Südlichen Afrika wie Elefant, Nashorn und auch Großkatzen leben im Nationalpark. Teil der reichen Avifauna ist der bedrohte Kapgeier, von dem noch 800 Brutpaare gezählt werden.

## Geschichte
Der Marakele-Nationalpark wurde 1994 gegründet und führte anfangs noch den Namen Kransberg National Park. 1999 wurde im Marakele-Nationalpark ein Teil der sogenannten Tuli-Elefanten wieder ausgewildert, was mit einer großen Medienpräsenz einherging.

## Infrastruktur
Der Marakele-Nationalpark wird durch eine öffentliche Schotterpiste (Hoopdal Road) zweigeteilt in das etwa 2500 ha große Kwaggasvlakte-Gebiet und den Greater Marakele National Park. Der überwiegende Teil des Schutzgebiets ist nur für Allradfahrzeuge passierbar. Die Namen der Camps kamen im Verlaufe einer Befragung unter den Einheimischen zustande.

### Tlopi Tented Camp
Das Camp liegt an einem Stausee, der von dem Fluss Tlopi gespeist wird. Der Name ist abgeleitet von Motlopi, wie in Tswana der Witgat-Baum (lat. Boscia albitrunca) heißt. Auch bekannt als Schäferbaum, ist er an den Ufern des Tlopi weit verbreitet. Ursprünglich stand das Zeltlager 15 km weiter nordöstlich am Ufer des Matlabas River, wurde dann aber verlegt, u. a. auch um die Unterkünfte am Rand des Parks zu konzentrieren.

### Bontle Camping Site
Bontle bedeutet in Tswana „schön“. Dieses Camp liegt neben der neuen Parkrezeption und -verwaltung am früheren Eingang zum Picknickbereich bei Kwaggasvlakte.